# Varanus mertensi
Varanus mertensi también conocido como el varano de mertens es una especie de lagarto de la familia Varanidae.

## Distribución
Esta especie es endémica de Australia. Se encuentra en el Territorio de Norte, Queensland y en Australia-Occidental.

## Descripción
Tiene una longitud de 150 cm, su color es verde oscuro con pequeñas manchas amarillas en el dorso y la garganta es amarilla.

## Etimología
Esta especie está nombrada en honor de Robert Friedrich Wilhelm Mertens.